# Sindre Ure Søtvik
Sindre Ure Søtvik, né le 21 septembre 1992, est un coureur du combiné nordique norvégien.

## Biographie
Licencié au IL Eldar, il prend part à la Coupe continentale à partir de 2011.
En mars 2013, il fait ses débuts en Coupe du monde à Oslo. Lors de la saison 2014-2015, il marque ses premiers points à Kuusamo, où il est 24e. Quelques semaines plus tard, il obtient sa première victoire en Coupe continentale à Planica.
En 2018 à Hakuba, il réussit son meilleur classement dans une course de Coupe du monde avec le onzième rang.
En 2020, il prend sa retraite sportive à 27 ans. Il se reconvertit dans la boulangerie.

## Résultats

### Coupe du monde
- Meilleur classement général : 41e en 2018.
- Meilleur résultat individuel : 11e.

#### Différents classements en Coupe du monde
| Année     | Classement général final |
| 2014-2015 | 53e                      |
| 2016-2017 | 51e                      |
| 2017-2018 | 41e                      |
| 2019-2020 | 48e                      |

### Coupe continentale
- Meilleur classement général : 3e en 2018.
- 3 victoires dans des épreuves individuelles.